# 窄花柳叶箬
窄花柳叶箬（学名：Isachne hirsuta var. angusta）为禾本科柳叶箬属下的一个变种。

## 扩展阅读
- 維基物種上的相關：窄花柳叶箬